# Benkő Etelka

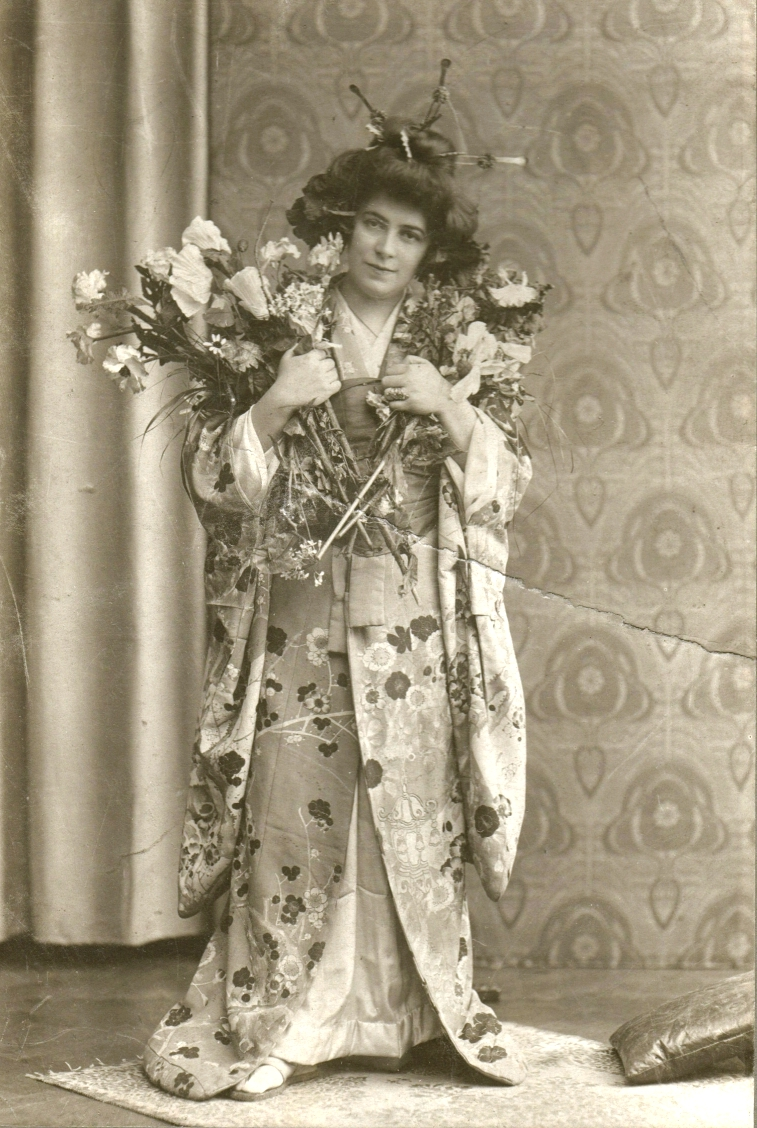
Benkő Etelka mint Pillangókisasszony.

Benkő Etelka (eredeti nevén Blau Etel, Szabadszállás, 1872. június 5. – Budapest, Terézváros, 1921. augusztus 28.) magyar opera-énekesnő (szoprán).

## Élete
Zsidó családban született Blau Mór kereskedő és Heusler (Heiszler) Fáni leányaként. Az Országos Magyar Királyi Színművészeti Akadémia drámai tanfolyamai után Rakodczay Pál Kisfaludy Színházában játszott, majd 1894-ben leszerződött a győr–soproni színházi társulathoz operett-énekesnőként. A Budai Színkör nyári előadásán ismerkedett meg Ambrus Zoltán író-színikritikussal, és 1894. június 11-én házasságot kötöttek az erzsébetvárosi plébániatemplomban. A házasság komoly vívódást okozott a katolikus vallású Ambrusnak, de első felesége, Tormássy Gizella elvesztése utáni hosszú özvegysége és a fellobbanó szerelme a 22 éves művésznő iránt legyőzte ezt.
Pesten a Zeneakadémián folytatta tanulmányait és szép sikereket ért el. A Magyar Királyi Operaház 1902-ben magánénekesnőként szerződtette. Pályája szépen ívelt felfelé. Sokoldalú tehetsége, széles repertoárja, kiváló játéka, emberi értékei tették népszerűvé. 
Sikerei csúcsán hunyt el 1921 nyarán spanyolnáthában. Sírja eredetileg a Kerepesi úti temető színész parcellájában volt, majd később az Óbudai temetőbe helyezték át Fallenbüchl Tivadarné született Ambrus Gizella családjának sírjához.

## Főbb szerepei
- Pillangókisasszony (Puccini)
- Mignon, Nedda (Leoncavallo: Bajazzók)
- Margit (Faust)
- Musette (Bohémélet)
- Bianca (Makrancos hölgy)
- Pamina (Varázsfuvola)
- Micaela, Hercegkisasszony, Gutrune, Miss Ellen (Lakmé)
- Lola